# Barbara Grzybowska-Świerkosz
Barbara Grzybowska-Świerkosz (ur. 1937) – polska chemik, profesor nauk chemicznych.

## Życiorys
W 1959 roku ukończyła studia na wydziale matematyczno-fizyczno-chemicznym Uniwersytetu Jagiellońskiego w Krakowie. W 1962 otrzymała od Aubreya Trotmana-Dickensona doktorat na Wydziale Chemii Uniwersytetu Edynburskiego. W 1974 uzyskała stopień doktora habilitowanego na Instytucie Chemii Fizycznej PAN w Warszawie, a w 1990 tytuł profesora nauk chemicznych. W 1997 została odznaczona medalem Jana Zawidzkiego.